# Albert Robida
Albert Robida (Compiègne, 14 maart 1848 - Neuilly-sur-Seine, 11 oktober 1926) was een Frans illustrator, karikaturist, journalist en romanschrijver. In de jaren 80 van de 19e eeuw schreef en illustreerde hij een trilogie in het sciencefictiongenre.

## Biografie
Robida werd geboren als zoon van een timmerman. Hij studeerde om notaris te worden, maar was meer geïnteresseerd in karikatuur. In 1866 sloot hij zich als illustrator aan bij Journal Amusant. In 1880 richtte hij, met Georges Decaux, het tijdschrift La Caricature op dat hij gedurende 12 jaar uitgaf. Hij illustreerde toeristengidsen, populaire geschiedenisboeken en literaire klassiekers zoals de werken van: Villon, Rabelais, Cervantes, Swift en Shakespeare. Zijn faam verbleekte na de Eerste Wereldoorlog.

## Futuristische trilogie
Albert Robida dankt zijn grootste bekendheid aan de herontdekking van zijn futuristische trilogie:
- Le Vingtième Siècle (1883)
- La Guerre au vingtième siècle (1887)
- Le Vingtième siècle. La vie électrique (1890)

Bij Robida's werk dringt zich de vergelijking met dat van Jules Verne op. In tegenstelling tot Verne legt Robida de nadruk op het gebruik van uitvindingen in het dagelijkse leven, ze zijn niet zozeer speeltjes van gekke wetenschappers. Robida schetste een aantal ontwikkelingen die daadwerkelijk hebben plaatsgevonden zoals de sociale emancipatie van vrouwen, massatoerisme en milieuverontreiniging. Zijn La Guerre au vingtième siècle beschrijft moderne oorlogvoering met robotachtige raketten en gifgas. De Téléphonoscope was een soort flatscreentelevisie waarop men 24 uur per dag het recente nieuws, toneel en cursussen kon volgen, daarnaast was het geschikt voor teleconferenties.

## Pierre Giffard
Robida illustreerde werk van Pierre Giffard.
- La Fin du Cheval, over de onvermijdelijke vervanging van het paard door de fiets en daarna door de auto.
- La Guerre Infernale, een feuilleton voor kinderen uit 1908. Robida voegde 520 illustraties toe.

## Illustraties

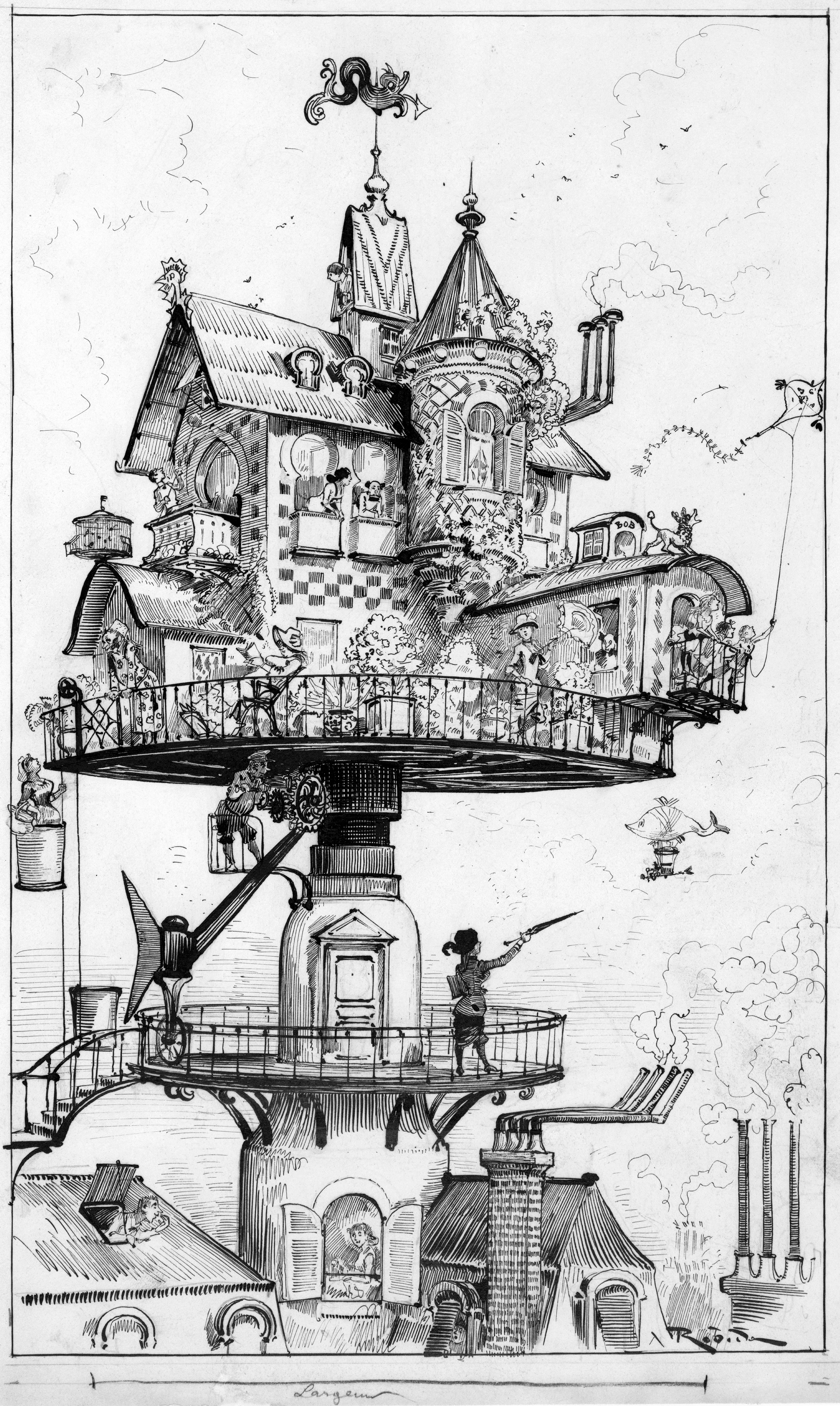
"Maison tournante aérienne" (roterend luchthuis). Een van Robida's tekeningen in Le Vingtième Siècle, een negentiende-eeuwse visie op het leven in de twintigste eeuw, circa 1883
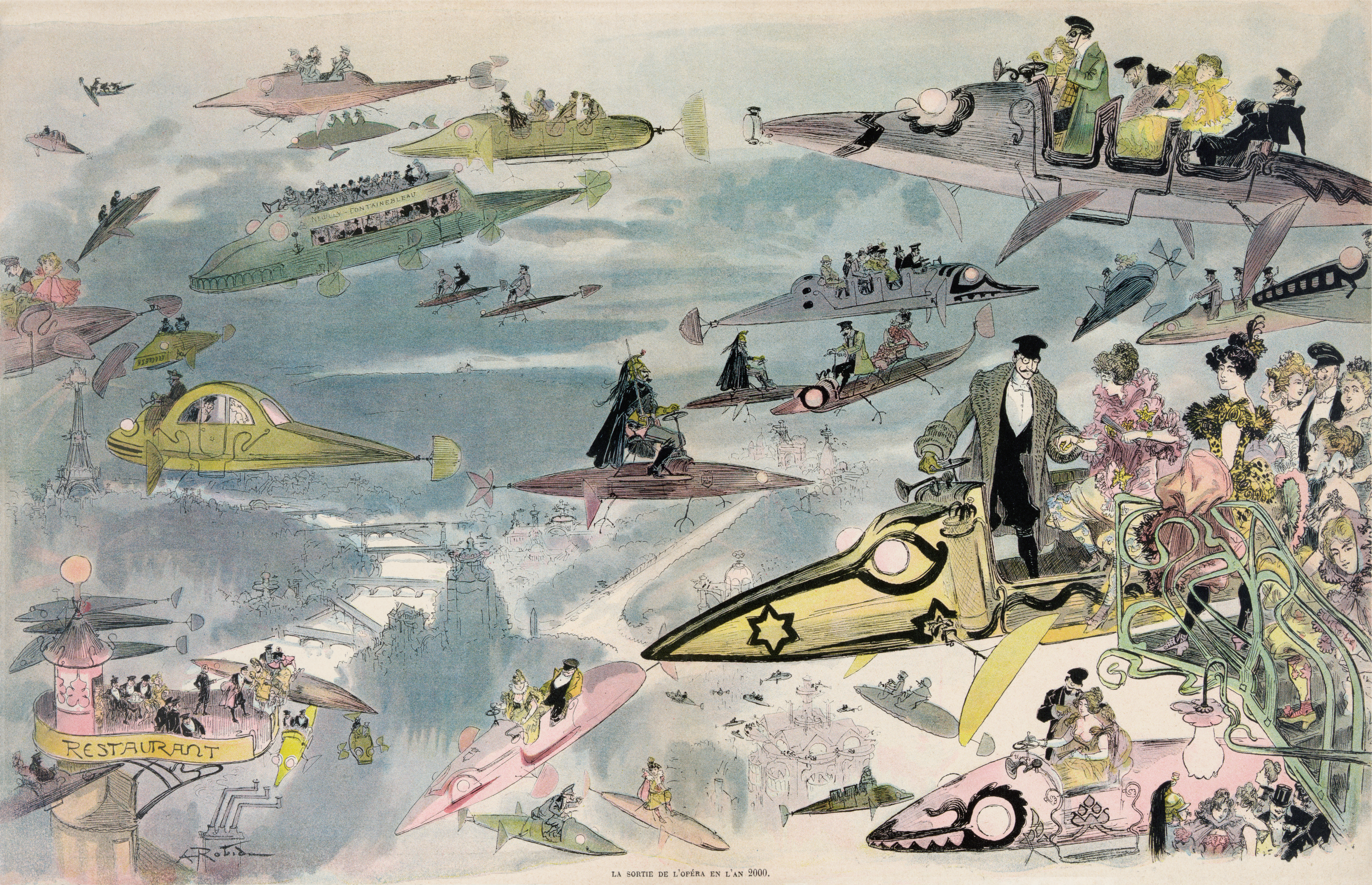
Het verlaten van de opera in het jaar 2000
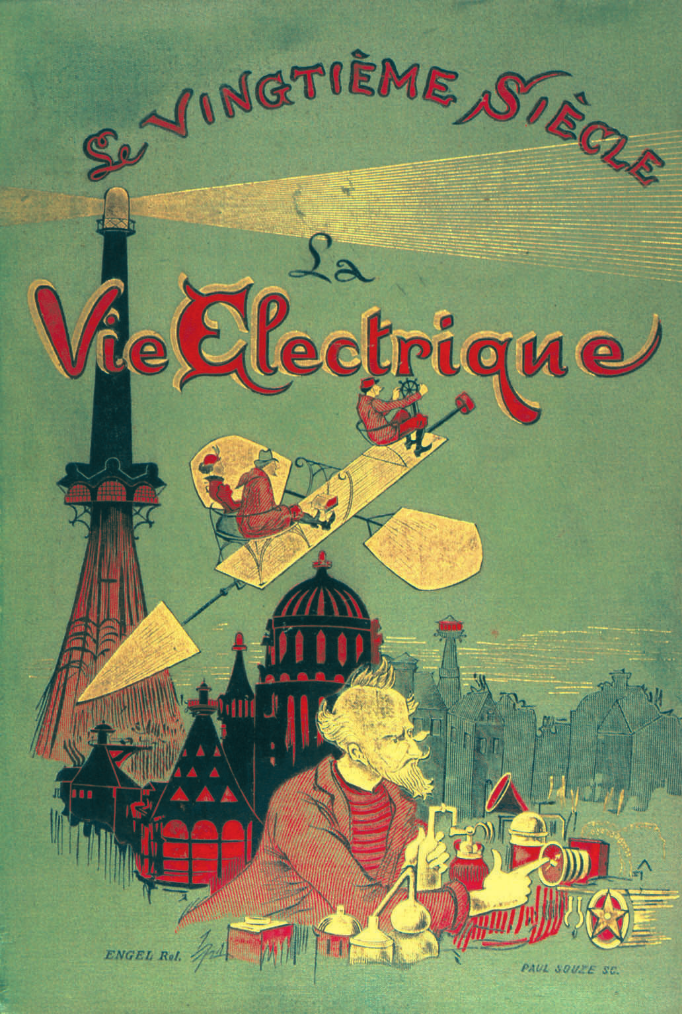
Titelpagina van La vie électrique
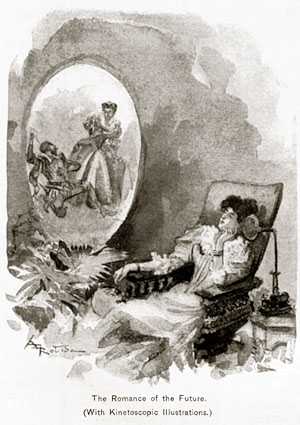
Het einde der boeken

- Biblioteca Nacional de España: XX1419545
- Bibliothèque nationale de France: cb12169844v (data)
- Catàleg d'autoritats de noms i títols de Catalunya: 981058517659706706
- CiNii: DA02371138
- Gemeinsame Normdatei: 123058880
- International Standard Name Identifier: 0000 0001 0857 033X
- Library of Congress Control Number: n84179546
- Nationale Bibliotheek van Letland: 000221607
- Base Léonore: LH//2351/64
- Bibliotheek van het Japanse parlement: 00454379
- Nationale Bibliotheek van Tsjechië: jo20010092015
- Nationale bibliotheek van Australië: 36591239
- Nationale Bibliotheek van Israël: 987007307120105171
- Nationale en Universitaire bibliotheek Zagreb: 000807787
- Nederlandse Thesaurus van Auteursnamen: 070685789
- Réseau des bibliothèques de Suisse occidentale: 02-A003751693
- RKD-Nederlands Instituut voor Kunstgeschiedenis: 67382
- SNAC: w68s7ccc
- Système universitaire de documentation: 02742118X
- Trove: 1309664
- Union List of Artist Names: 500009747
- Virtual International Authority File: 44339717
- WorldCat: E39PBJyrQHDCrJBH9vDpJ9hbVC